# Tanel
Tanel ist ein estnischer männlicher Vorname. Als finnischer Name existiert Taneli als eine finnische Form von Daniel.

## Namensträger
- Tanel Kangert (* 1987), estnischer Radsportler
- Tanel Melts (* 1988), estnischer Fußballspieler
- Tanel Padar (* 1980), estnischer Sänger
- Tanel Tein (* 1978), estnischer Basketballspieler